# Борівське (Куп'янський район)
Борівське — селище в Україні, у Шевченківській селищній громаді Куп’янського району Харківської області. Населення становить 430 осіб у 2024 році. До 2020 орган місцевого самоврядування Борівська сільська рада.

## Географія
Селище Борівське знаходиться біля витоків річки Волоська Балаклійка, на відстані 1,5 км розташоване село Волоська Балаклія. Поруч протікає пересихаючий струмок з загатами. За 1 км від селища проходить автомобільна дорога Н26. На відстані 3,5 км знаходиться залізнична станція Гроза.

## Історія
- 1920 — дата заснування як радгосп «Степовий».
- 1940 — перейменоване в село Борівське.
- 12 червня 2020 року, відповідно до Розпорядження Кабінету Міністрів України № 725-р «Про визначення адміністративних центрів та затвердження територій територіальних громад Харківської області», увійшло до складу Шевченківської селищної громади.[2]
- 17 липня 2020 року, в результаті адміністративно-територіальної реформи та ліквідації Шевченківського району, увійшло до складу Куп'янського району Харківської області.[3]

## Населення

### Мова
Розподіл населення за рідною мовою за даними перепису 2001 року:
| Мова       | Кількість | Відсоток |
| ---------- | --------- | -------- |
| українська | 792       | 85.81%   |
| російська  | 127       | 13.76%   |
| вірменська | 2         | 0.22%    |
| румунська  | 1         | 0.11%    |
| білоруська | 1         | 0.10%    |
| Усього     | 923       | 100%     |

## Економіка
- ТОВ «Схід-КМК»
- Фермерське господарство «Михайлівське».
- Фермерське господарство «Зоря».

## Об'єкти соціальної сфери
- Фельдшерсько-акушерський пункт.
- Дитячий садок «Веселка».
- Борівська загальноосвітня школа І-ІІІ ступенів Шевченківської районної ради Харківської області https://kh.isuo.org/schools/view/id/1 [Архівовано 5 листопада 2018 у Wayback Machine.]2103 [Архівовано 5 листопада 2018 у Wayback Machine.] в ІСУО, сайт школи https://sites.google.com/site/borzsh1980/ [Архівовано 9 жовтня 2020 у Wayback Machine.]

## Постаті
- Мочернюк Михайло Васильович (1974—2017) — старший солдат Збройних сил України, учасник російсько-української війни.